# Ramin Bahrani

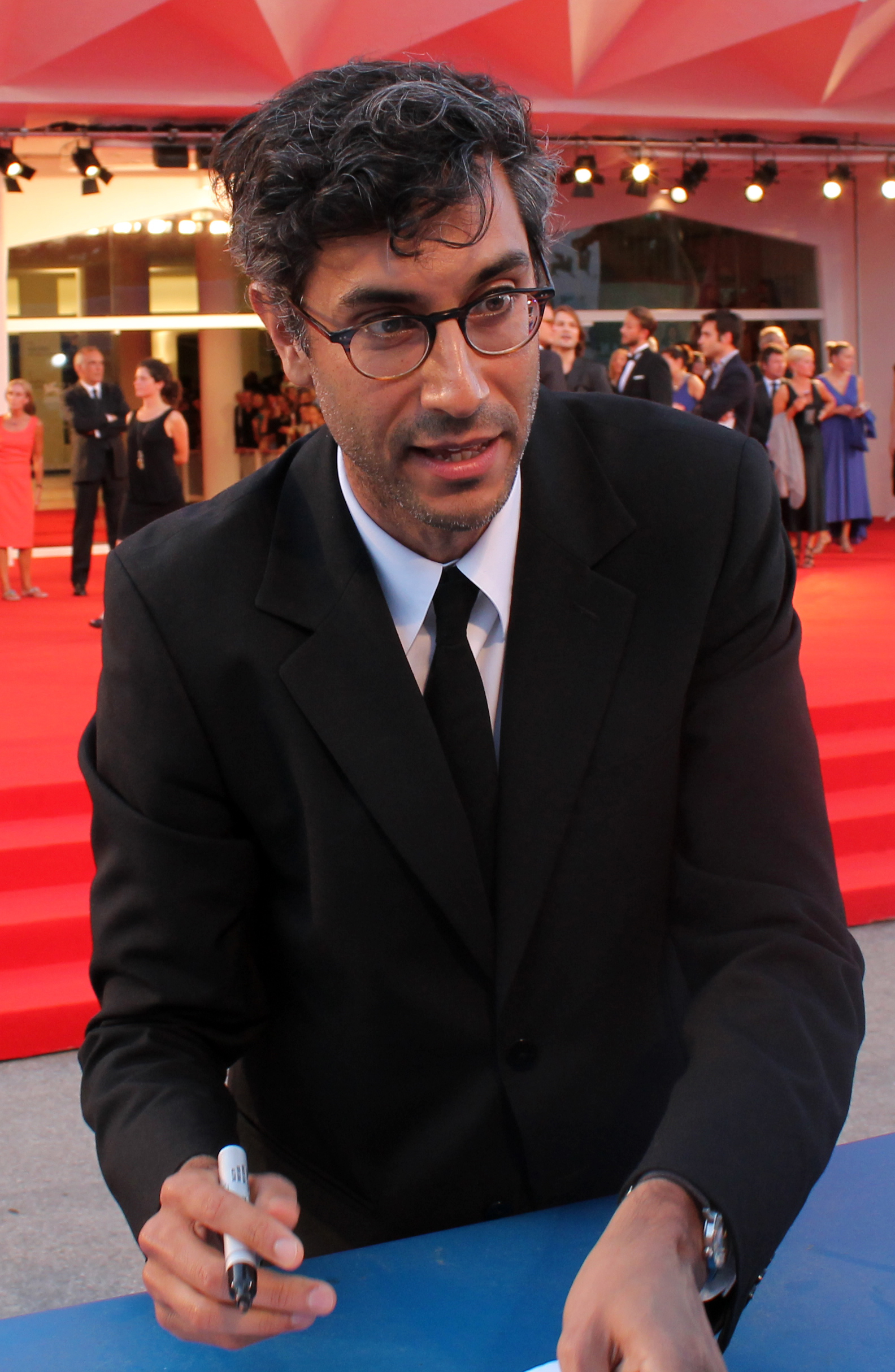
Ramin Bahrani (2014)

Ramin Bahrani (* 1975 in North Carolina) ist ein US-amerikanischer Regisseur, Filmproduzent und Drehbuchautor.

## Leben
Bahrani ist der Sohn iranischer Eltern.  Er studierte an der Columbia University und ging dann in den Iran, um dort das Filmemachen zu erlernen. Später zog er nach Paris.
Sein erster Spielfilm war Strangers aus dem Jahr 2000. 2005 folgte Man Push Cart, für den er für den Independent Spirit Award und bei den Gotham Award nominiert wurde. Weitere Film- und Fernsehproduktionen folgten. Für die von ihm inszenierten Filme verfasste er stets das Drehbuch und übernimmt auch die Produktion. Seit 2018 tritt er auch als Produzent von Filmen anderer Regisseure in Erscheinung. 2018 legte er eine Neuverfilmung von Ray Bradburys Klassiker Fahrenheit 451 vor, wofür er 2019 den Producers Guild of America Award erhielt.
Für die Literaturverfilmung Der weiße Tiger wurde Bahrani 2021 für den Oscar in der Kategorie Bestes adaptiertes Drehbuch nominiert.

## Filmografie (Auswahl)
- 2000: Strangers
- 2005: Man Push Cart
- 2007: Chop Shop
- 2008: Goodbye Solo
- 2009: Plastic Bag (Kurzfilm)
- 2012: Um jeden Preis – At Any Price (At Any Price)
- 2014: 99 Homes – Stadt ohne Gewissen (99 Homes)
- 2018: Fahrenheit 451
- 2018: Sócrates (nur Produktion)
- 2019: Treadstone (Fernsehserie, Pilotfolge)
- 2020: Der weiße Tiger (The White Tiger)
- 2021: Luzzu (nur Produktion)
- 2021: 7 Gefangene (7 Prisioneiros)